# August von Mackensen
Anton Ludwig August von Mackensen, nemški general, * 6. december 1849, Haus Leipnitz, † 8. november 1945, Burghorn.